# Албрехт Лудвиг Фридрих фон Хоенлое-Вайкерсхайм
Албрехт Лудвиг Фридрих фон Хоенлое-Вайкерсхайм (на немски: Albrecht Ludwig Friedrich von Hohenlohe-Weikersheim) е граф на Хоенлое-Вайкерсхайм.

## Биография
Роден е на 24 март 1716 година във Вайкерсхайм. Той е единственият син на граф Карл Лудвиг фон Хоенлое-Вайкерсхайм (1674 – 1756) и втората му съпруга графиня Елизабет Фридерика София фон Йотинген-Йотинген (1691 – 1758), дъщеря на княз Албрехт Ернст II фон Йотинген-Йотинген (1669 – 1731) и ландграфиня София Луиза фон Хесен-Дармщат (1670 – 1758)..

Албрехт Лудвиг Фридрих се жени на 18 август 1735 г. в Аренсбьок за принцеса Кристина Луиза фон Шлезвиг-Холщайн-Зондербург-Норбург-Пльон (* 27 ноември 1713 в Пльон; † 5 април 1778 в Хайлброн), дъщеря на херцог Йоахим Фридрих фон Шлезвиг-Холщайн-Зондербург-Норбург-Пльон (1668 – 1722) и принцеса Магдалена Юлиана фон Цвайбрюкен-Биркенфелд (1686 – 1720). Те нямат деца. 
Той умира на 9 юли 1744 г. на 28 години от падане от коня му във Вайкерсхайм. Вдовицата му Кристина Луиза се омъжва на 4 май 1749 г. във Вайкерсхайм за принц Лудвиг Фридрих фон Саксония-Хилдбургхаузен (1710 – 1759).